# Wapen van Sint Maarten (Noord-Holland)

Het wapen van Sint Maarten is op 26 juni 1816 aan de voormalige Noord-Hollandse gemeente toegekend. Het wapen is een sprekend wapen, het toont dus de naam van de gemeente. Het is in de rijkskleuren uitgevoerd: een blauw schild met daarop in het goud de voorstelling.

## Blazoen
De beschrijving van het wapen van de gemeente Sint Maarten luidt als volgt:
Van lazuur, beladen met een Sint Maartensbeeld van goud.
De beschrijving vertelt dat het om een blauw schild gaat met daarop een gouden Sint Maartensbeeld. Sint Maarten, de bedelaar en de grond waarop zij staan is ook van goud.
Het beeld dat getoond wordt is niet het gebruikelijke Sint Maartensbeeld. Meer gebruikelijk is dat Sint Maarten afgebeeld wordt terwijl hij zijn mantel doorsnijdt om aan de naakte bedelaar te geven. In dit geval wordt hij afgebeeld terwijl hij een ringvormig voorwerp aan een bedelaar wil overhandigen. Wel zit de heilige op een paard.
Abbekerk
· Akersloot
· Andijk
· Ankeveen
· Anna Paulowna
· Assendelft
· Avenhorn
· Barsingerhorn
· Beemster
· Beets
· Bennebroek
· Berkenrode
· Berkhout
· Bijlmermeer
· Blokker
· Bovenkarspel
· Broek in Waterland
· Broek op Langedijk
· Buiksloot
· Bussum
· Callantsoog
· De Rijp
· Egmond
· Egmond aan Zee
· Egmond-Binnen
· Graft
·  Graft-De Rijp
· 's-Graveland
· Groet
· Grootebroek
· Grosthuizen
· Haarlemmerliede
· Haarlemmerliede en Spaarnwoude
· Harenkarspel
· Heerhugowaard
· Hensbroek
· Hoogkarspel
· Hoogwoud
· Ilpendam
· Jisp
· Kalslagen
· Katwoude
· Koedijk
· Koog aan de Zaan
· Kortenhoef
· Krommenie
· Kwadijk
· Langedijk
· Leimuiden
· Limmen
· Marken
· Middelie
· Midwoud
· Monnickendam
· Muiden
· Naarden
· Nederhorst den Berg
· Nibbixwoud
· Niedorp
· Nieuwe Niedorp
· Nieuwendam
· Nieuwer-Amstel
· Noord-Scharwoude
· Noorder-Koggenland
· Obdam
· Oosthuizen
· Opperdoes
· Oterleek
· Oude Niedorp
· Oudendijk
· Oudkarspel
· Oudorp
· Petten
· Ransdorp
· Schardam
· Scharwoude
· Schellingwoude
· Schellinkhout
· Schermer
· Schermerhorn
· Schoorl
· Schoten
· Sijbekarspel
· Sint Maarten
· Sint Pancras
· Sloten
· Spaarndam
· Spaarnwoude
· Spanbroek
· Twisk
· Urk
· Ursem
· Veenhuizen
· Venhuizen
· Warder
· Warmenhuizen
· Waverveen
· Weesp
· Weesperkarspel
· Wervershoof
· Wester-Koggenland
· Westwoud
· Westzaan
· Wieringen
· Wieringermeer
· Wieringerwaard
· Wijdenes
. Wijdewormer
. Wijk aan Zee en Duin
· Wimmenum
· Winkel
· Wognum
· Wormer
· Wormerveer
· Zaandam
· Zaandijk
· Zeevang
· Zijpe
· Zuid-Scharwoude
· Zuid- en Noord-Schermer
· Zwaag

Dorpswapens:
Hauwert
· Volendam
· Zwaagdijk-West